# Seleção Boliviana de Futsal Masculino
A Seleção Boliviana de Futsal representa a Bolívia em competições internacionais de futsal.

## Melhores Classificações
- Copa do Mundo de Futsal da FIFA - Nunca participou da competição.
- Copa América de Futsal - 4º lugar em 2000